# Helitube
Helitube București a fost o companie producătoare de țevi metalice din România.
A fost cel mai mare producător român de țeavă sudată elicoidal.
A fost privatizată pentru prima dată în 1999, cumpărător fiind RPT Holding SRL.
Clauzele contractului încheiat cu Fondul Proprietății de Stat nu au fost însă respectate, iar Helitube a revenit în proprietatea statului.
În anul 2002, compania Metaltrade a preluat activele Helitube, prin intermediul firmei Port Bazinul Nou Galați.
În anul 2003, Metaltrade a preluat și restul companiei Helitube.
Compania intrat în faliment în anul 2006, și a fost lichidată.
În anul 2007, terenurile firmei, nouă hectare în cartierul Colentina din București, au fost vândute pentru suma de 60 milioane euro.
Potrivit informațiilor publicate în timp în presă, proprietarul Metaltrade, Corneliu Găvăneanu este un fost ofițer SIE care a trecut prin ambasadele Franței și Italiei.
Acesta mai deține porturile Docuri și Bazinul Nou din Galați.